# Отель «Гранд Будапешт»
«Отель „Гранд Будапешт“» (англ. The Grand Budapest Hotel) — художественный фильм в жанре трагикомедии режиссёра Уэса Андерсона по мотивам рассказов Стефана Цвейга; в главных ролях Рэйф Файнс и Тони Револори. 
Мировая премьера фильма состоялась 6 февраля 2014 года на Берлинском кинофестивале, где он был удостоен Гран-при жюри. Премьера в России состоялась 13 марта 2014 года. 
Подавляющим большинством представителей кинопрессы признан одним из 10 лучших фильмов года, награждён рядом премий.

## Сюжет
Время действия: наши дни. Молодая женщина посещает могилу неизвестного писателя на старом кладбище в вымышленном городе Лутце. На надгробном памятнике, увешанном множеством ключей, вместо имени указано просто: «Автор». Женщина держит в руках книгу «Отель „Гранд Будапешт“», она переворачивает её: на задней части обложки помещена фотография Автора… 
Время действия: 1985 год. На экране появляется сам Автор (Том Уилкинсон), он рассказывает историю из времён своей молодости (молодого Автора играет Джуд Лоу). Все события происходят в вымышленной восточноевропейской стране Зубровке — «самой дальней восточной границе Европейского континента».
Время действия: 1968 год. В августе Автор решил провести некоторое время в легендарном отеле «Гранд Будапешт», расположенном в «альпийском Судетенвальце». Здесь он знакомится с его таинственным владельцем Зеро Мустафой (Ф. Мюррей Абрахам), «самым богатым человеком страны». Тот обещает рассказать Автору, за ужином в отеле, о случившемся с ним приключении в период между Первой и Второй мировыми войнами и о том, как он получил отель «Гранд Будапешт».
Время действия: 1932 год. Молодой Зеро Мустафа (Тони Револори) поступает на работу в отель «Гранд Будапешт» коридорным, а его начальником становится старший консьерж мсье Густав (Рэйф Файнс) — скрупулёзный и обаятельный мужчина. Мсье Густав соблазняет пожилых постоялиц отеля, среди них богатая и пожилая мадам Д. (Тильда Суинтон), с ней мсье Густав поддерживает отношения уже 19 лет.
Спустя некоторое время мадам Д. умирает при загадочных обстоятельствах. Мсье Густав и Зеро присутствуют при чтении завещания и узнают, что мадам Д. завещала мсье Густаву ценную картину «Мальчик с яблоком». Однако её сын Дмитрий (Эдриан Броуди), несогласный с завещанием, выгоняет Густава и Зеро. Прежде чем покинуть особняк мадам Д., мсье Густав и Зеро похищают картину.
На следующий день в отель заявляется полиция, которая обвиняет мсье Густава в убийстве мадам Д. и арестовывает консьержа. Мсье Густав с помощью Зеро, его невесты Агаты (Сирша Ронан) и шайки бандитов, с которыми он успевает сдружиться, сбегает из тюрьмы и, узнав о наличии другого завещания мадам Д. (действующего в случае если её убьют), отправляется на поиски этого завещания. Дмитрий посылает по его следу наёмного убийцу Джоплинга (Уиллем Дефо).
После череды авантюрных приключений кульминация происходит в отеле «Гранд Будапешт»: тем временем начинается война, отель превращен в казарму и занят войсками.
Второе завещание гласит, что наследником мадам Д. в случае её насильственной смерти становится мсье Густав. Он получает в своё распоряжение и отель (таинственным владельцем которого и была мадам Д.), и картину, и тут же назначает Зеро своим преемником на посту Старшего Консьержа отеля и своим наследником. 
В финале, во время путешествия на поезде мсье Густав и молодожены Зеро и Агата сталкиваются с враждебно настроенными военными (аллюзия на нацистов), которым не нравится пара за их вид и они ведут себя агрессивно. Мсье Густав пытается помешать им, заступившись за Зеро, и его убивают. 
Зеро Мустафа становится владельцем отеля «Гранд Будапешт». Он со временем делается очень богатым человеком и сохраняет отель в память о мсье Густаве и Агате, умершей от гриппа вместе с их сыном через два года после свадьбы.

## В ролях
| Актёр             | Роль                                             |
| ----------------- | ------------------------------------------------ |
| Рэйф Файнс        | мсье Густав Старший Консьерж                     |
| Тони Револори     | молодой Зеро Мустафа                             |
| Сирша Ронан       | Агата невеста Зеро                               |
| Тильда Суинтон    | мадам Селин-Вильнёв Дегофф-унд-Таксис (Мадам Д.) |
| Эдриен Броуди     | Дмитрий Дегофф-унд-Таксис сын Мадам Д.           |
| Уиллем Дефо       | Джоплинг наёмный убийца                          |
| Эдвард Нортон     | инспектор Хенкельс                               |
| Джефф Голдблюм    | поверенный Ковач                                 |
| Матьё Амальрик    | Серж Икс слуга Мадам Д.                          |
| Ф. Мюррей Абрахам | пожилой Зеро Мустафа                             |
| Джуд Лоу          | молодой Автор                                    |
| Леа Сейду         | Клотильда служанка Мадам Д.                      |
| Харви Кейтель     | Людвиг                                           |
| Джейсон Шварцман  | мсье Жан                                         |
| Оуэн Уилсон       | мсье Чак                                         |
| Билл Мюррей       | мсье Иван                                        |
| Том Уилкинсон     | пожилой Автор                                    |
| Боб Балабан       | мсье Мартин                                      |
| Фишер Стивенс     | мсье Робин                                       |
| Уоллес Володарски | мсье Жорж                                        |
| Варис Ахлувалиа   | мсье Дино                                        |
| Карл Марковиц     | Вульф                                            |
| Ларри Пайн        | Мошер                                            |
| Даниэль Штайнер   | Анатоль                                          |

## Замысел
В интервью, данном в финале работы над картиной критику Мэтту Золлеру Сайтцу, Андерсон рассказал, что начало фильму положила история, придуманная им вместе с его другом Хьюго Гиннессом об одном общем знакомом: «получился персонаж, похожий на нашего общего знакомого». Вместе с тем, его занимали рассказы, воспоминания и судьба Стефана Цвейга, с творчеством которого он познакомился всего лишь за несколько лет до начала работы над «Отелем „Гранд Будапешт“», он много размышлял о жизни известного в своё время писателя, подвергшегося гонениям со стороны нацистов, чьё имя было предано забвению, а книги сжигались. Форма повествования — одна история, вложенная в другую — также была выбрана Андерсоном под влиянием произведений Цвейга. Стилистика в некоторой степени подсказана комедиями тридцатых годов — лентами Эрнста Любича и Билли Уайлдера. Это не настоящая Центральная Европа, а Центральная Европа, образ которой создали европейцы из Голливуда.
Режиссёр подчеркнул, что действие происходит не только в вымышленной стране, но и в «не настоящем» 1932 году. Хронология искажена, собственно произошло объединение двух мировых войн, и этот временной промежуток состоит из трёх сменяющих друг друга этапов. «Вчерашний мир» (по Цвейгу) — мир до Первой мировой, за ним следуют война и фашистский режим, третий период — начало коммунистического правления в «Центральной, или Восточной, Европе». Совсем не упоминается Холокост, но, как утверждает Андерсон, в некоторой степени он «в фильме присутствует». История этой вымышленной части Европы не придумана, скорее она сложилась из впечатлений от путешествий (режиссёр много ездил по Европе) — реальное, виденное во время этих поездок, превращалось в результате небольшого изменения в основу для фильма.
Драматург Энн Уошберн отмечает, что фильм постоянно напоминает зрителю, что является комедией, но, чем дальше идёт действие, тем ясней, что это совсем не так. Самый важный и тревожный вопрос: насколько главный герой, мсье Густав, удачлив, есть ли предел его возможностей. И самый смелый в его жизни поступок приводит мсье Густава к поражению и гибели — «прежняя культура закончилась, началась совсем другая жизнь».

## Отбор актёров и особенности их работы
Уэс Андерсон в интервью Сайтцу отметил, что создателям фильма удалось подобрать такую команду исполнителей, которая обеспечила успешное исполнение поставленных задач. Вся история базируется на связях между главными героями — Густавом, Зеро и Агатой. Центральной темой стала дружба между «мастером и учеником» — Густавом и Зеро.
По мнению исполнителя главной роли, Рэйфа Файнса, начиная работу с Андерсоном, нужно быть готовым к тому, что он придирчив к мелочам, что его ви́дение будущего фильма отличается «визуально точным» стилем, что он уже до начала съёмочного процесса представляет себе, как будет выглядеть каждый кадр. Поэтому, как считает Файнс, лучшая подготовка для работы у Андерсона — пересмотр его фильмов и осмысленное согласие «стать частью его стиля». По признанию актёра, сначала он предполагал, что попробует найти во всём этом процессе свой путь и сделать это как можно органичнее. Но впоследствии Файнс отказался от подобного образа действия, он признал, что ему помогла раскадровка всего фильма, сделанная Андерсоном. При этом режиссёр не давит на актёра, оставляет ему возможность «небольшой импровизации», а в ходе съёмки не ограничивает количество дублей. В разговоре с Сайтцем Файнс отметил: «Согласившись со стилем произведения, я просто наслаждался работой. Она приносила мне большое удовлетворение». Андерсон в начале работы над сценарием думал, что роль Густава сыграет другой актёр, однако параллельно с этим он понял, что Файнс справится с поставленной задачей. Мсье Густав, в отличие от других героев Андерсона, говорит очень много и длинно, не всякий актёр готов на такое, но Файнс не испытывал никаких затруднений.. 
Зеро представлялся Андерсону связанным с Ближним Востоком, потому что его жена Джуман родилась в Ливане, и, возможно, когда-то с её семьёй случилось что-то подобное, что произошло с семьёй Зеро. Зеро Мустафа должен был быть «наполовину арабом, наполовину евреем», по признанию режиссёра, его биография довольно неопределённа. Исполнителя искали в разных странах Ближнего Востока, Северной Африки, Европы. Тони Револори пробовался на роль вместе со своим старшим братом Марио в Лос-Анджелесе. Они оба удачно прошли прослушивание, выбор пал на Тони, так как он выглядел моложе. «В итоге мы взяли парня из Голливуда», — резюмировал Андерсон.
Как считает Андерсон, Сирша Ронан, которая исполнила роль Агаты, относится к тем актрисам, которые могут «сыграть всё что угодно». Чтобы утвердить её на роль, режиссёру понадобился всего лишь один день. Впервые на площадке Сирша появилась в день съёмок перестрелки в отеле, ей было достаточно кратких пояснений Андерсона, и «она мгновенно включилась в действие». 
С Тильдой Суинтон Андерсон познакомился ещё в 1992 году на показе фильма «Орландо» в Сандэнсе. Уже тогда он проникся её обаянием. Её актёрский диапазон чрезвычайно широк, Суинтон любит участвовать в необычных проектах. Андерсон отметил, что Тильда, так же как и Уиллем Дефо, охотно снимается там, где актёру удаётся выйти за границы, очерченные ролью, и получить новый опыт — они «не просто актёры». По его мнению, Суинтон в «Отеле» было «интересно побывать в преклонном возрасте».
Роли главного злодея Дмитрия и его подручного — хладнокровного убийцы Джоплинга исполнили Эдриан Броуди и Уиллем Дефо. Как отмечал режиссёр, Броуди и Дефо составили очень органичную пару, это было заметно не только во время работы, но и когда они просто находились рядом на площадке.

## Производство
Вымышленный город Лутц снимался в основном на улицах Гёрлица. В нём хорошо сохранилась старинная архитектура, поэтому его часто выбирают в качестве съёмочной площадки в тех случаях, когда необходимо место действия с подлинной европейской застройкой. Многие сцены фильма были сняты в Дрездене и в замках Саксонии. Интерьер отеля «Гранд Будапешт» частично был снят в атриуме универмага «Görlitzer Warenhaus», частично на киностудии. Сцена с побегом из тюрьмы снималась в старинной тюрьме в г. Циттау. Само здание снаружи представлено при помощи макета, созданного художником Адамом Штокхаузеном на основе старинных фотографий отеля «Бристоль Палас» в Карловых Варах и отеля «Геллерт» в Будапеште.
В финальных титрах фильма указано, что его сюжет вдохновлён произведениями Стефана Цвейга (создатели фильма упоминают такие произведения, как «Нетерпение сердца», «Вчерашний мир. Записки европейца», «Двадцать четыре часа из жизни женщины»). В интервью режиссёр фильма говорил, что описание роскошного отеля в Швейцарии взято из романа «Кристина Хофленер».
Автор музыки — композитор Александр Деспла. В фильме он смешал музыку собственного сочинения с восточноевропейскими и русскими фольклорными мотивами. В частности почти всё действие играют цимбалы, в саундтрек включена балалаечная музыка, в том числе использована русская народная песня «Светит месяц», и плясовая «Камаринская». Основные музыкальные темы на балалайках, в том числе и тему титров, исполнил Государственный академический русский народный ансамбль «Россия» имени Л. Г. Зыкиной.
Первый трейлер картины, обещающий «убийство, месть, любовь и приключения», был представлен 17 октября 2013 года. 19 декабря последовал второй ролик, демонстрирующий «свыше десятка эксцентричных персонажей за считанные 90 секунд», а также постер с изображением актёрского ансамбля ленты.

## Восприятие
Фильм удостоился высоких оценок мировой кинопрессы. На сайте Rotten Tomatoes рейтинг фильма составляет 8,4 баллов из 10 на основе 299 рецензий, при 91 % положительных отзывах.
Авторы Deutsche Welle отмечают, что «Отель „Гранд Будапешт“» — это собственный мир с яркими красками, смелыми костюмами и необычными героями. Отель-мечта, который обладает почти что наркотическим воздействием:
Несмотря на трагичность сюжета, «Отель „Гранд Будапешт“», как и большинство фильмов о гостиничной жизни, будит жажду путешествий и интерес к большим роскошным зданиям.«Deutsche Welle»
Андерсон ненавязчиво, как бы между делом, затрагивает серьёзные вещи — его фильм пронизан тоской по человечности и индивидуальности каждого. В его сказке есть место приключению, иронии, настоящей дружбе, лёгкой ностальгии по прошлому и мечте.Элеонора Лукьянова в газете «Вечерняя Москва»
Владимир Лященко отмечает насыщенность кадра персонажами и деталями (в том числе наличие усов почти у всех мужских персонажей), выверенность и точность движения камеры, ассоциации с кукольным домиком, пряничным домиком: «тревожный период европейской истории превращается в игровую площадку».
Британский киножурнал Sight & Sound признал «Отель „Гранд Будапешт“» одним из 10 лучших фильмов 2014 года, а журнал Time отвёл картине первое место в своём топ-10.

## Награды
| Награды и номинации                    | Награды и номинации                                          | Награды и номинации            | Награды и номинации | Награды и номинации |
| Награда                                | Категория                                                    | Номинант                       | Результат           |                     |
| -------------------------------------- | ------------------------------------------------------------ | ------------------------------ | ------------------- | ------------------- |
| Берлинский кинофестиваль               | «Золотой медведь» (главный приз)                             | Уэс Андерсон                   | Номинация           |                     |
| Берлинский кинофестиваль               | Гран-при жюри                                                | Уэс Андерсон                   | Победа              |                     |
| Голливудский кинофестиваль             | «Лучший дизайн костюмов»                                     | Милена Канонеро                | Победа              |                     |
| «Готэм»                                | «Лучший фильм»                                               |                                | Номинация           |                     |
| «Золотой глобус»                       | «Лучший фильм — комедия или мюзикл»                          |                                | Победа              |                     |
| «Золотой глобус»                       | «Лучшая режиссёрская работа»                                 | Уэс Андерсон                   | Номинация           |                     |
| «Золотой глобус»                       | «Лучший сценарий»                                            | Уэс Андерсон                   | Номинация           |                     |
| «Золотой глобус»                       | «Лучшая мужская роль — комедия или мюзикл»                   | Рэйф Файнс                     | Номинация           |                     |
| «Давид ди Донателло»                   | «Лучший иностранный фильм»                                   | Уэс Андерсон                   | Победа              |                     |
| Премия Гильдии киноактёров США         | «Лучший актёрский состав»                                    |                                | Номинация           |                     |
| Круг кинокритиков Сент-Луиса           | «Лучшая работа художника-постановщика»                       | Анна Пиннок, Адам Штокхаузен   | Победа              |                     |
| Круг кинокритиков Сан-Диего            | «Лучшая работа художника-постановщика»                       | Анна Пиннок, Адам Штокхаузен   | Победа              |                     |
| Круг кинокритиков Сан-Франциско        | «Лучшая работа художника-постановщика»                       | Анна Пиннок, Адам Штокхаузен   | Победа              |                     |
| «Выбор критиков»                       | «Лучший фильм»                                               |                                | Номинация           |                     |
| «Выбор критиков»                       | «Лучшая режиссёрская работа»                                 | Уэс Андерсон                   | Номинация           |                     |
| «Выбор критиков»                       | «Лучший оригинальный сценарий»                               | Уэс Андерсон                   | Номинация           |                     |
| «Выбор критиков»                       | «Лучшая мужская роль»                                        | Рэйф Файнс                     | Номинация           |                     |
| «Выбор критиков»                       | «Лучший молодой актёр»                                       | Тони Револори                  | Номинация           |                     |
| «Выбор критиков»                       | «Лучший актёрский состав»                                    |                                | Номинация           |                     |
| «Выбор критиков»                       | «Лучшая операторская работа»                                 | Роберт Йеомэн                  | Номинация           |                     |
| «Выбор критиков»                       | «Лучший дизайн костюмов»                                     | Милена Канонеро                | Победа              |                     |
| «Выбор критиков»                       | «Лучшая работа художника-постановщика»                       | Анна Пиннок, Адам Штокхаузен   | Победа              |                     |
| «Выбор критиков»                       | «Лучшая комедия»                                             |                                | Победа              |                     |
| «Выбор критиков»                       | «Лучший актёр в комедии»                                     | Рэйф Файнс                     | Номинация           |                     |
| Круг кинокритиков Финикса              | «Лучшая комедия»                                             |                                | Победа              |                     |
| Ассоциация кинокритиков Чикаго         | «Лучший оригинальный сценарий»                               | Уэс Андерсон                   | Победа              |                     |
| Ассоциация кинокритиков Чикаго         | «Лучшая операторская работа»                                 | Роберт Йеомэн                  | Победа              |                     |
| Ассоциация кинокритиков Чикаго         | «Лучшая работа художника-постановщика»                       | Анна Пиннок, Адам Штокхаузен   | Победа              |                     |
| Ассоциация кинокритиков Огайо          | «Лучший актёрский состав»                                    |                                | Победа              |                     |
| Ассоциация кинокритиков Огайо          | «Лучшая музыка»                                              | Александр Деспла               | Победа              |                     |
| Ассоциация кинокритиков Огайо          | «Лучшая операторская работа»                                 | Роберт Йеомэн                  | Победа              |                     |
| Национальное общество кинокритиков США | «Лучший сценарий»                                            | Уэс Андерсон                   | Победа              |                     |
| Гильдия монтажёров США                 | «Лучший монтаж (комедия или мюзикл)»                         | Барни Пиллинг                  | Победа              |                     |
| Гильдия художников-постановщиков США   | «Лучшая работа художника-постановщика в историческом фильме» | Адам Штокхаузен                | Победа              |                     |
| Гильдия продюсеров США                 | «Лучший фильм»                                               |                                | Номинация           |                     |
| Гильдия операторов США                 | «Лучшая операторская работа»                                 | Роберт Йеомэн                  | Номинация           |                     |
| Гильдия сценаристов США                | «Лучший оригинальный сценарий»                               | Уэс Андерсон, Хьюго Гиннесс    | Победа              |                     |
| Гильдия костюмеров США                 | «Лучший дизайн костюмов в историческом фильме»               | Милена Канонеро                | Победа              |                     |
| Гильдия гримёров и стилистов США       | «Лучший грим в историческом фильме»                          | Фрэнсис Хэннон, Джули Дартнелл | Победа              |                     |
| Гильдия гримёров и стилистов США       | «Лучшая укладка волос в историческом фильме»                 | Фрэнсис Хэннон, Джули Дартнелл | Победа              |                     |
| BAFTA                                  | «Лучший фильм»                                               |                                | Номинация           |                     |
| BAFTA                                  | «Лучшая режиссёрская работа»                                 | Уэс Андерсон                   | Номинация           |                     |
| BAFTA                                  | «Лучший оригинальный сценарий»                               | Уэс Андерсон                   | Победа              |                     |
| BAFTA                                  | «Лучшая мужская роль»                                        | Рэйф Файнс                     | Номинация           |                     |
| BAFTA                                  | «Лучшая музыка»                                              | Александр Деспла               | Победа              |                     |
| BAFTA                                  | «Лучшая операторская работа»                                 | Роберт Йеомэн                  | Номинация           |                     |
| BAFTA                                  | «Лучшая работа художника-постановщика»                       | Адам Штокхаузен, Анна Пиннок   | Победа              |                     |
| BAFTA                                  | «Лучший дизайн костюмов»                                     | Милена Канонеро                | Победа              |                     |
| BAFTA                                  | «Лучший монтаж»                                              | Барни Пиллинг                  | Номинация           |                     |
| BAFTA                                  | «Лучший грим и укладка волос»                                | Фрэнсис Хэннон, Марк Кулир     | Победа              |                     |
| BAFTA                                  | «Лучший звук»                                                |                                | Номинация           |                     |
| «Оскар»                                | «Лучший фильм»                                               |                                | Номинация           |                     |
| «Оскар»                                | «Лучшая режиссёрская работа»                                 | Уэс Андерсон                   | Номинация           |                     |
| «Оскар»                                | «Лучший оригинальный сценарий»                               | Уэс Андерсон, Хьюго Гиннесс    | Номинация           |                     |
| «Оскар»                                | «Лучшая операторская работа»                                 | Роберт Йеомэн                  | Номинация           |                     |
| «Оскар»                                | «Лучшая работа художника-постановщика»                       | Анна Пиннок, Адам Штокхаузен   | Победа              |                     |
| «Оскар»                                | «Лучший дизайн костюмов»                                     | Милена Канонеро                | Победа              |                     |
| «Оскар»                                | «Лучший монтаж»                                              | Барни Пиллинг                  | Номинация           |                     |
| «Оскар»                                | «Лучший грим и причёски»                                     | Фрэнсис Хэннон, Марк Кулир     | Победа              |                     |
| «Оскар»                                | «Лучшая музыка к фильму»                                     | Александр Деспла               | Победа              |                     |